# Vrigny (Orne)
Vrigny is een voormalige gemeente in het Franse departement Orne in de regio Normandië en telt 320 inwoners (1999). De plaats maakt deel uit van het arrondissement Argentan.

## Geschiedenis
Tot 1 januari 2015 was Vrigny een zelfstandige gemeente. Op die datum werd het met Marcei, Saint-Christophe-le-Jajolet en Saint-Loyer-des-Champs samengevoegd tot de commune nouvelle Boischampré.

## Geografie
De oppervlakte van Vrigny bedraagt 13,7 km², de bevolkingsdichtheid is 23,4 inwoners per km².
De onderstaande kaart toont de ligging van Vrigny (Orne) met de belangrijkste infrastructuur en aangrenzende gemeenten.

## Demografie
Onderstaande figuur toont het verloop van het inwonertal (bron: INSEE-tellingen).